# Husa Hotels
Husa Hotels (Grup HUSA) era un grup d'empreses hoteleres català.

## Història
Va ser fundat el 1930 a Tarragona amb el nom d'Hoteles Unidos per Josep Gaspart i Bulbena (1885-1961). En un principi, només comptava amb els hotels Orient i Espanya, de Barcelona i l'Europa, de Tarragona, però en els anys següents es va expandir per Sitges, València, Alacant, Màlaga, Sevilla, Cadis, Alcalá de Guadaíra, Sant Sebastià i Bilbao, i el 1935 ja controlava quinze establiments.
Amb l'esclat de la Guerra Civil l'estiu del 1936, Josep Gaspart va quedar apartat dels negocis, recuperant-los a mesura que les localitats on es trobaven els hotels recuperaven la normalitat política. El 1940 s'hi va incorporar un dels seus fills, Joan Gaspart i Bonet (1916-2002), que el 1944 el succeiria al capdavant de l'empresa. Aquest va aconseguir l'explotació d'alguns dels més prestigiosos restaurants de Barcelona (El Cortijo, La Rosaleda, California), a més de l'hostal de la Gavina de S'Agaró, a la Costa Brava, i l'hotel Terramar de Sitges. El 1952, coincidint amb la celebració del XXVV Congrés Eucarístic, Husa va promoure hotels com l'Avenida Palace a la Gran Via de les Corts Catalanes. A les dècades del 1960 i 1970, tingué una gran expansió per Barcelona, la Costa Brava i Andorra sota el nom d'Hotels Lihsa, culminant el 1978 en associar-se amb Hoteles Grupo i constituir Hotels Units SA (HUSA).
A la dècada del 1980, Joan Gaspart i Bonet va delegar les responsabilitats executives en el seu fill Joan Gaspart i Solves (1944), excepte la gestió de l'Avenida Palace, que va continuar fins a la seva mort. El grup arribà a gestionar prop d'un centenar d'establiments propis i participacions en d'altres, convertint-se en un dels primers de l'Estat. Després de la mort de Joan Gaspart i Bonet el 2022, les seves filles Marta (1950) i Maria dels Àngels Gaspart i Solves (1949) es van fer càrrec dels hotels Avenida Palace i Bonanova Park, respectivament.
El 2014, algunes de les societats del grup van entrar en concurs de creditors, a la qual es va fer front amb la venda d'alguns establiments i expedients de regulació d'ocupació (ERO). Finalment, el maig del 2021 el grup entrà en liquidació en no poder assumir els deutes pendents.

## Imatges

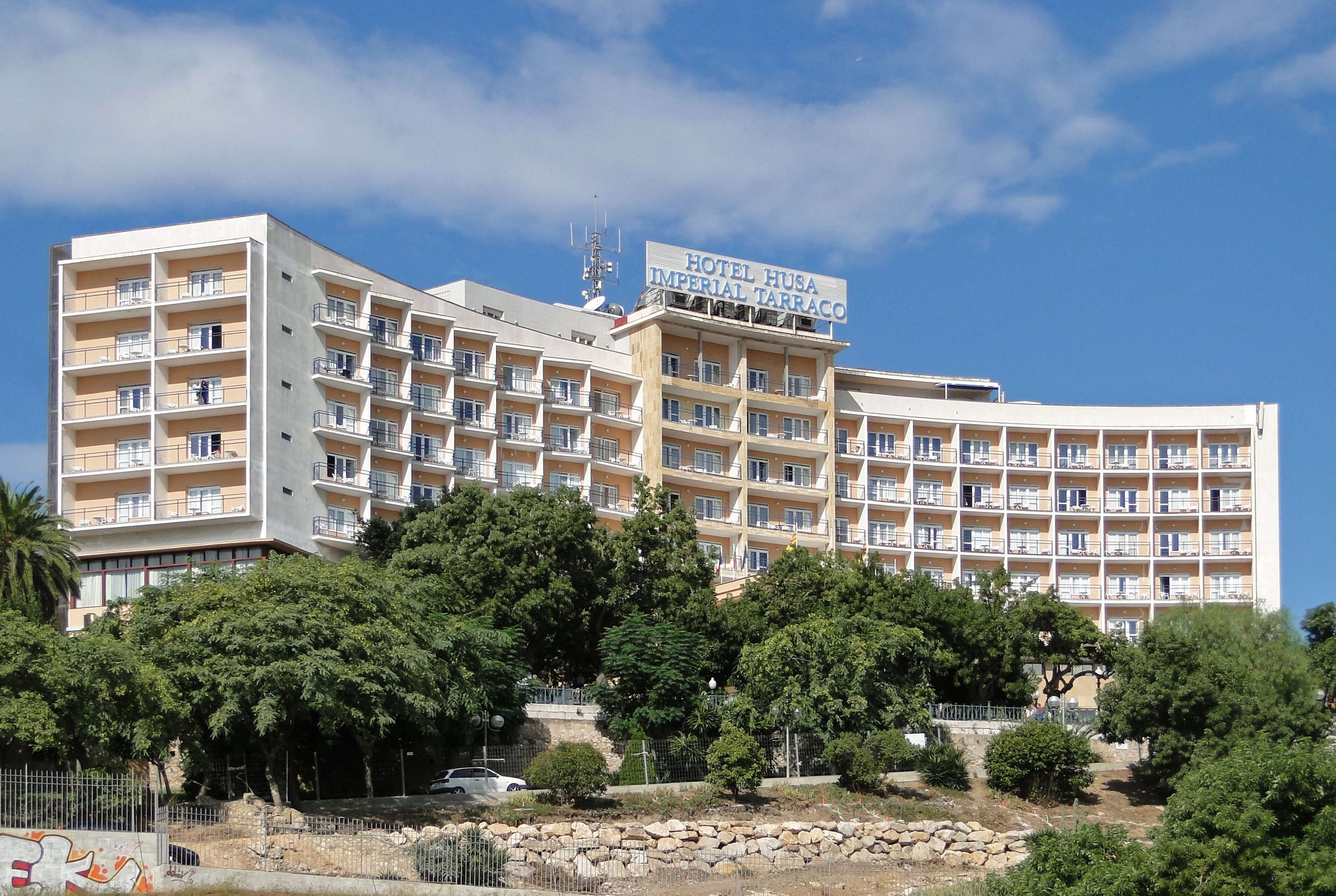
Hotel Imperial Tarraco a Tarragona
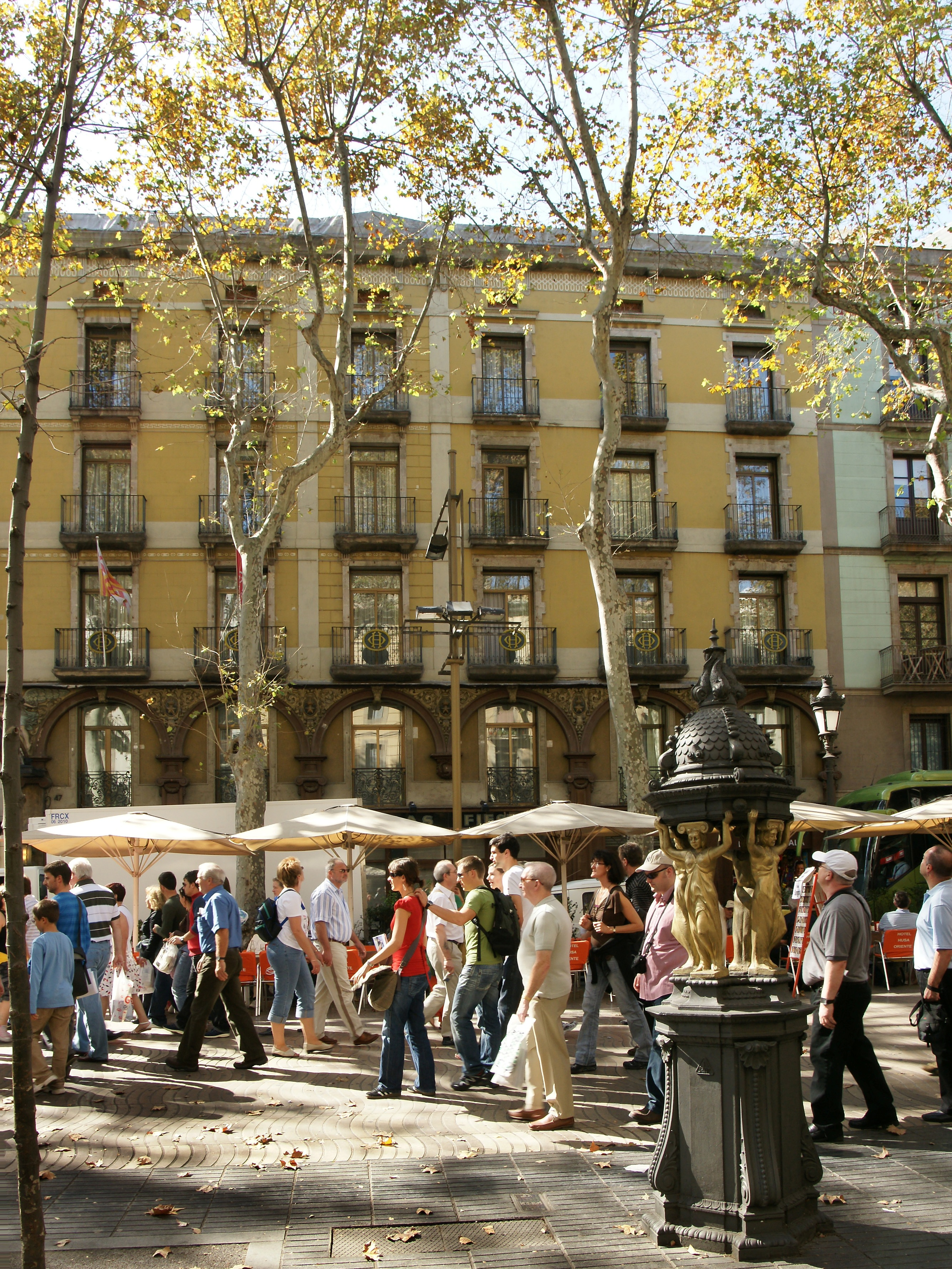
Hotel Orient a Barcelona